# Euzopherodes lutisignella
Euzopherodes lutisignella is een vlinder uit de familie snuitmotten (Pyralidae). De wetenschappelijke naam is voor het eerst geldig gepubliceerd in 1869 door Mann.
De soort komt voor in Europa.